# グリモワール

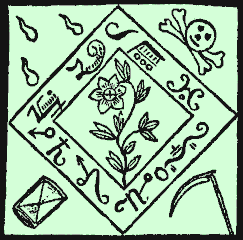
『黒い雌鶏』所載の護符

グリモワール（仏: grimoire、仏語発音: [ɡrimwar]）とは、フランス語で魔術の書物を意味し、特にヨーロッパで流布した魔術書を指す。グリモワ、グリモアとも表記される。奥義書、魔導書（魔道書）、魔法書ともいう。類義語に黒本、黒書（black books）がある。

## 概要
狭義では悪魔や精霊、天使などを呼び出して、願い事を叶えさせる手順、そのために必要な魔法円やペンタクルやシジルのデザインが記された書物を指すが、魔術を行う側の立場から書かれた悪魔学書、魔術や呪術などに関する知識、奥義を記した古文書、書物全般のことを指す場合もある。
『ソロモンの鍵』『ソロモンの小さな鍵』『黒い雌鶏』などが有名で、特に『大奥義書』の異本『赤竜』に加えられた、黒い雌鶏を使った召喚儀式に登場する「エロイムエッサイム 我は求め訴えたり」（Eloim, Essaim, frugativi et appellavi）という呪文は、日本でも有名である。

## 概説
グリモワールは主として中世後期から19世紀までヨーロッパで流布した魔術の手引書・指南書・便覧を指す。霊的存在の力を利用する「神霊魔術」（demonic magic）や「降霊術」（necromancy）に関するものが多く、儀式、呪文、護符、呪具の作成法、儀式魔術に関連する鬼神学の記述などを主な内容としている。また、種々雑多な“まじない”のレシピ集のようなものもグリモワールに分類される。グリモワールとそうでない魔術書を峻別する絶対基準はないが、ヘルメス主義やネオプラトニズムに基づく哲学的な魔術論や、錬金術や占星術、博物学的な自然魔術の知識の記述を主眼とした書物（アグリッパの『隠秘哲学』、ジョルダーノ・ブルーノの『魔術論』、デッラ・ポルタの『自然魔術』など）は通常グリモワールと呼ばれない。A・E・ウェイトは著書『黒魔術の書』の中で、グリモワールと黒魔術的でない魔術書を暗に区別し、『ホノリウスの誓いの書』はグリモワールではないとしている。
グリモワール（grimoire）という言葉の由来については「文法（書）」を意味するフランス語の grammaire から派生したとの説が有力である。フランスではかつて grammaire はラテン語で書かれた書物を指した。中世ヨーロッパで「文法」（grammatica）といえばラテン語の文法や教養を意味したが、一般の人々にとってラテン語は聖職者などの限られた人だけが読める“ちんぷんかんぷん”なものであった。民衆の中でしばしば「文法」と「魔法」が関連付けられたであろうことは、イギリスで grammar の異形 gramarye が「魔法」の意味で用いられたという事実からも窺知される。グリモワールという言葉が普及したであろう18世紀のフランスでは、民衆語で書かれた廉価本の出版が盛んで、その中には通俗的な魔法書も少なからずあった。そのような魔法書の大衆化傾向にあっても、依然としてラテン語で書かれた魔法書の写本も流布していた。フランス語では grimoire という言葉は「わけのわからない書物」「判読不能な文字」の比喩としても用いられる。
しばしば「グリモワールは中世のヨーロッパで書かれた」と言われるが、必ずしもそうではない。13世紀前半にはパリの司教、オーヴェルニュのギヨームが、1267年頃にはロジャー・ベーコンがこうした書物に言及しており、中世盛期後半の12-13世紀ごろには今日グリモワールと呼ばれているような書物がすでにあったことがわかる。しかし現存する写本や刊本の多くは17世紀以降のもので、中世に書かれたものは例外的である。『ソロモンの鍵』の現存する写本の多くは17-18世紀のものであり、『レメゲトン』の現存する最古の版は1641年のものである。現存するグリモワールの中には、中世を起源とする書物の近世における異本と考えられるものもあるが、権威付けのために「中世、あるいは古代に記された原典を現代語訳したもの」と自称している「近世・近代の産物」も多いと考えてよい。

## 魔法書の歴史
キリスト教徒とイスラム教徒とユダヤ教徒の文化が共存していた12-13世紀のイベリア半島やシチリアでは、アラビア語の書物が盛んにラテン語に翻訳された。その中には、中世アラビアのヘレニズム的魔術を集成した『ガーヤト・アル＝ハキーム』や、自然魔術的な内容を含む偽アリストテレスの『秘中の秘』などもあった。中世ユダヤの魔術書『天使ラジエルの書』もこの時期にラテン語訳が作られている。こうしてもたらされた占星術や魔術の知識はヨーロッパのキリスト教徒に刺激を与え、キリスト教的要素をもつ新しい魔術書がヨーロッパで生み出されることとなった。ロジャー・ベーコンやアルベルトゥス・マグヌスといった中世の著述家の残した記述から、フランスやドイツで当時出回っていたさまざまな魔術書の名を知ることができる。12世紀のキリスト教を背景として13世紀頃までに生まれた中世キリスト教的な魔術のジャンル「アルス・ノトリア」については、50種類以上の写本が伝存している。
中世においては、こうした書物は主として聖職者や学者、学生など、ラテン語の読み書きができる多少なりとも教養のある人々に読まれ、写本の形で流布していた。これらの書物に記された儀式魔術は識字者による識字者のための魔術であり、民間に口承で伝えられる民衆魔術と対比される。そのことは、ヨーロッパ中世において儀式魔術の担い手の多くが聖職者であったことを意味する。儀式魔術は悪霊と交渉する異端的なものとしてトマス・アクイナスなどの神学者から非難されていたが、一部の聖職者は魔術に手を染めていた。たとえば12世紀のヘンリー2世の頃の学僧、ソールズベリーのジョンは少年の頃、鏡を使った魔術を行う神父に霊視者の役をさせられたという。降霊術を行った廉で告発された聖職者の宗教裁判の記録は数多く残っており、その中には司教も含まれる。修道士、下級聖職者、小教区の司祭や助任司祭といった末端の聖職者は、神学には比較的無知であったかもしれないが、キリスト教の典礼に通じており、その知識を儀式魔術に転用することができた。中世宗教史の研究者リチャード・キークヘファーは、下位の聖職階級のひとつであった祓魔師に叙階されたことのある者の中には、道を外れて悪魔を呼び出そうとする者もいたのではないかと指摘している。冬の間だけ大学で学び、夏は流浪し、農民に魔術の力を吹聴してイカサマを働く貧乏放浪学生もいた。
魔女狩りの時代には大っぴらにグリモワールを作ったり所持することはできなかったが、異性の愛を得る、財宝を発見するなどの世俗的な目的の魔術は人々の間で需要があった。17世紀から18世紀は宝探しが盛んな時代であったが、隠された財宝は精霊や幽霊に守られているとの伝承があり、宝探しには魔術が有効と考えられていた。そのため一攫千金が狙えるグリモワールは高値で取引されたという。近代には一般民衆の識字率が上がり、種々のまじないを寄せ集めた通俗的な魔術本が出版されるようになった。かつては聖職者や大学人や宮廷人のものであった魔法書は、16世紀頃から医師、弁護士、軍人といった新興インテリ層にも広がり始め、さらには職人や商人といった一般の人々も所持する民衆的な書物となった。イングランドでカニングマンと呼ばれたような民間の占い師や治療師も、グリモワールに図示された護符などを利用するようになった。フランスでは17世紀から18世紀に行商人によって「青本」という民衆本が売りさばかれたが、その中には通俗的な魔術書の類も多かった。ドイツでは18世紀に一般民衆を対象とした「家父長のための書物」と呼ばれる実用書の出版が盛んになったが、その一環として魔術書も出回るようになった。しかし魔法書は自分で筆写したものでなければ力あるものとならないという考えも根強く、印刷されたものでない手書き写本の魔法書が多く用いられていた。

## 古代の魔術文書と旧約偽典
グリモワールという言葉が生まれるずっと前のものであるが、古代後期のヘレニズム文化に属するエジプトの魔術パピルス文書が多数見つかっており、それらはカール・プライゼンダンツによって「ギリシア語魔術文書」（Papyri Graecae Magicae、略称PGM）として集成された。
『ソロモンの遺訓』（Testament of Solomon）
旧約偽典のひとつで、ソロモンの指輪が登場する最古の文献。
『モーセ第八の書』（The Eighth Book of Moses）
PGM (Papyri Graecae Magicae)のひとつ。

## 中世起源のグリモワール
『ホノリウスの誓いの書』（The Sworn Book of Honorius）
ラテン語原題は Liber sacer （聖なる書）別名 Liber iuratus （誓書）。エウクレイデスの息子、テーベのホノリウスによって書かれたと称する降霊術の手引書。古いものでは14世紀の2種類のラテン語写本が現存しており、その一つはジョン・ディーの蔵書であった。オリジナルは13世紀前半に書かれたと推定される。
『アルス・ノトリア』（Ars Notoria、「名高き術」または Ars Notaria、「書記の術」）
1300年から1600年までのさまざまな写本が残っている。天使がソロモンに授けたという祈りの文句やラテン語で nota と呼ばれる図、清めの儀式などが記されている。自由学芸の知識の獲得、言語の速習、記憶力の強化、キリスト教的な幻視体験などを目的としている。14世紀にはモリニーの修道士ヨハネスによってアルス・ノトリアの改版というべき書物『聖処女マリアの幻視の書』が作られたが、異端的な書物としてパリで燃やされたことが記録に残っている。
『精霊の職務の書』（The Book of the offices of the spirits）
1260年代にロジャー・ベーコンが当時出回っていた偽ソロモン文書の一つに挙げているもの。現存しないため内容は不明だが、17世紀に出回ったグリモワール『レメゲトン』の第一部「ゴエティア」と同様に、悪霊を列挙し、それぞれの特徴と役割を記した書物と推測される。1508年にトリテミウスが同様の表題をもつ書物（De Oficiis Spirituum）に言及している。また、ヨーハン・ヴァイヤーの『悪霊の幻惑について』の補遺「悪魔の偽王国」（1577年）には『精霊の職務の書』（Liber officiorum spirituum）を参照したと記されている。「悪魔の偽王国」は儀式魔術に批判的とされる人物によって書かれたものだが、内容は「ゴエティア」と密接に関連しており、「ゴエティア」の異本とみなす向きもある。ケンブリッジ大学トリニティ・カレッジ所蔵の16世紀の写本 Livre des esperitz も同趣の書物である。
『アルマンダル』（Almandal）または『アルマンデル』（Almandel）
ソロモンに帰せられる魔術書のひとつで、四方の天使の召喚を扱っている。13世紀にアルベルトゥス・マグヌスが言及しており、15世紀のドイツ語版とラテン語版が現存する。「アルマンダル」はアラビア語に由来し、「ソロモンのアルマデル」は銀の尖筆で神聖名やシジルを刻み込む蝋板を指す。
『ピカトリクス』（Picatrix）

『天使ラジエルの書』（Sefer Raziel HaMalakh）

## ルネサンス期から19世紀までのグリモワール

ソロモンの秘印（ゴエティア）

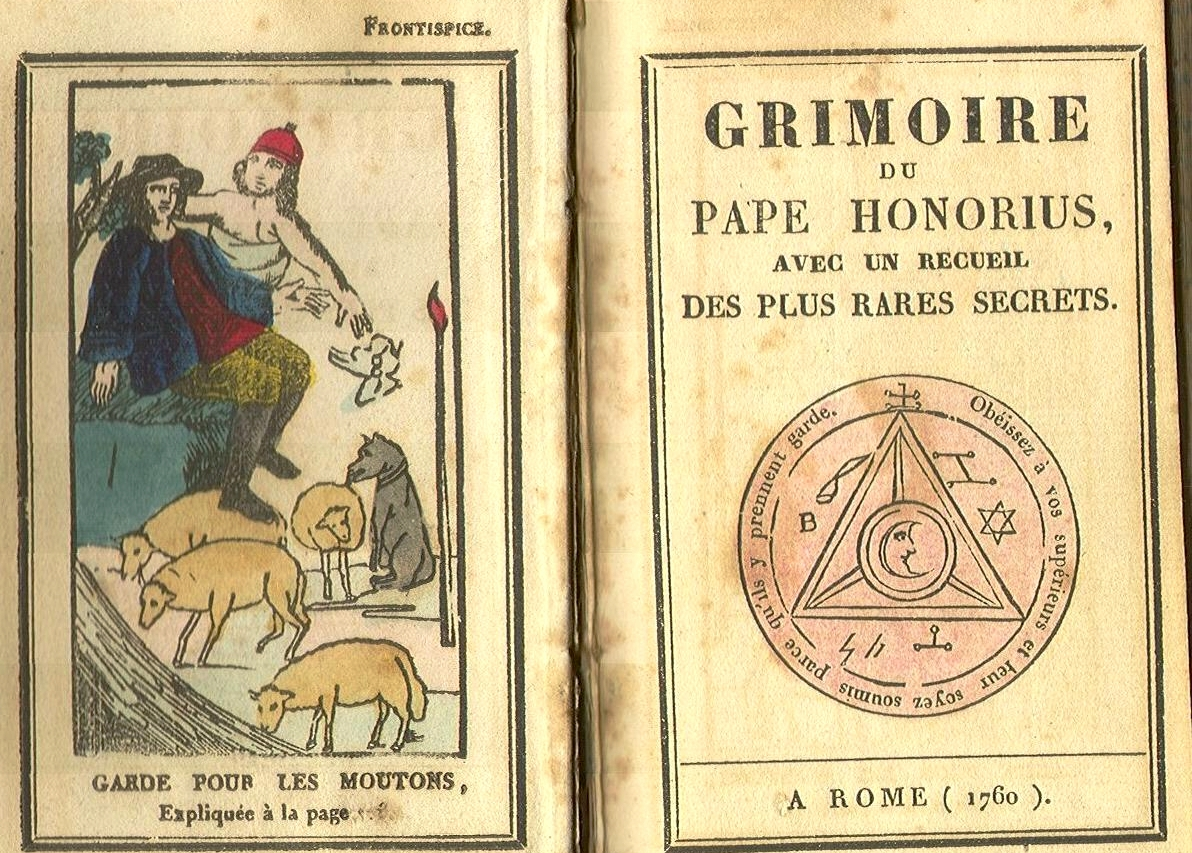
『教皇ホノリウスの奥義書』 1760

『ソロモンの鍵』（Clavicula Salomonis）
ソロモンに帰せられる魔術書の中でもイタリアやフランスで最も広く流布したもの。知られている最古のものは15世紀に書かれたギリシア語版であり、『ソロモンの魔術論』または『ヒュグロマンテイア』（水占術）と呼ばれている。その後ラテン語版とイタリア語版が作られた。ヘブライ語版から翻訳されたとも称されているが、17世紀より古いヘブライ語版の存在は確認されていない。17世紀から19世紀にかけて出回っていた「ソロモンの鍵」と称するさまざまなバージョンの写本は数知れない。今日よく知られているマグレガー・マサース編の『ソロモン王の鍵』（The Key of Solomon the King、1889年）は、大英博物館所蔵のフランス語とラテン語の複数の写本から悪魔的夾雑物を排して再構成したものである。
『レメゲトン』（Lemegeton）
「ソロモンの小鍵」（Clavicula Salomonis）という副題の下に四種または五種の魔術書をまとめた、いわばソロモン魔術の選集。17世紀に出回ったとされ、大英図書館スローン文庫に17世紀の英語写本数点が保管されている（同ハーリー文庫には18世紀の写本がある）。構成は「ゴエティア」「テウルギア・ゴエティア」「パウロの術」「アルマデル（Almadel）の術」「アルス・ノトリア」となっている。
「ゴエティア」（Goetia）
『レメゲトン』の第一部で、ソロモン王が使役したという72の悪霊の説明を主な内容としている。各悪霊のシジルが収録されているのも大きな特徴である。「ゴエティア」は20世紀初頭にアレイスター・クロウリーによって『ソロモン王のゴエティアの書』（The Book of Goetia of Solomon the King）という題で出版された。これはマグレガー・マサースが大英博物館で転写したものが基になっており、英訳と称されているが実際には原本も英語で書かれている。
『アルマデル奥義書』（The Grimoire of Armadel）
天使と悪魔を含む多数の精霊のシジルを収めた、17世紀のキリスト教的魔術書。パリのアルスナル図書館所蔵のフランス語写本（MS 88、ラテン語原題 Liber Armadel）を基にマグレガー・マサースが英訳したもので、訳者の死後60年以上経た1980年に出版された。Armadel が何を指すのか今となっては不明だが、当時の魔術において権威ある名前の一つであったようである。17世紀には魔術の種類にトリテミウスの術、パウロの術、ルルスの術などと並びアルマデル（Armadel）の術を挙げる者がおり、Armadel の名を冠する魔術書はいくつか存在する。その一つは大英図書館所蔵の『アルマデルによる真のソロモンの鍵』 で、フランス語版の『ソロモンの鍵』の一種である。なお、『レメゲトン』の第四部「ソロモンのアルマデル」の Almadel は上述の Almandel の異形であるが、Armadel の一字違いであり、日本語においては Armadel と混同されやすい。
『隠秘哲学第四書』（Fourth Book of Occult Philosophy）
『隠秘哲学』（第一書「自然魔術」、第二書「天界魔術」、第三書「儀礼魔術」）において自然魔術を論じたネッテスハイムのハインリヒ・コルネリウス・アグリッパは、儀式魔術について具体的な記述を残さなかったが、後にアグリッパの『隠秘哲学』の第四書と称する儀式魔術書が『遺作集』に収録された。これをアグリッパが悪霊と関わる儀式魔術を行っていた証拠と考える者もいたが、若い頃アグリッパの弟子であった医師ヨーハン・ヴァイヤーはこれを偽書と断言した。
『アルバテル』（Arbatel）

『アブラメリンの書』（The Book of Abramelin）

『大奥義書』（Le Grand Grimoire）

『真正奥義書』（Grimorium Verum）

『教皇ホノリウスの奥義書』（Le Grimoire du Pape Honorius）

『教皇レオの手引書（エンキリディオン）』（Enchiridion Leonis Papæ または L'Enchiridion du Papa Léon）

『大アルベール』（Le Grand Albert）

『小アルベール』（Le Petit Albert）

『ネクロマンティア』（Necromantia）
ロジャー・ベーコンに帰せられる魔術書。
『ヘプタメロン』（Heptameron）
アバノのピエトロに帰せられる魔術書。魔法円の準備や天使の召還について書かれている。マルグリット・ド・ナヴァルの同名の著作（エプタメロン）とは別の書物である。
『ルキダリウス』（Lucidarius または Lucidarium Artis Nigromantice）
アバノのピエトロに帰せられる魔術書。土占いに関する記述が含まれている。12世紀にドイツで書かれた同名の書物（ルシダリウス）およびその基となったホノリウス・アウグストドゥネンシスの著作（エルキダリウム）とは別の書物である。
『百王』（Centum Regnum）
書名の人数については「四十三」（The Forty-Three Kings of Spirits）または「五十」となっている場合もある。
『黒い雌鶏』（The Black Pullet）

『モーセ第六・第七の書』（Sixth and Seventh Books of Moses）

『モーセの剣』（The Sword of Moses または Harba de-Mosha）

『マアセ・メルカバ』（Ma'aseh Merkabah）

『ガルドラボーク』（Galdrabok）
近世アイスランドの魔術書
『自然魔術と非自然魔術』（Magia Naturalis et Innaturalis または Faust's Höllenzwang）
ファウストに帰せられる魔術書。ジャンバッティスタ・デッラ・ポルタの『自然魔術』とは別の書物である。
『ヌクテメロン』（Nuctemeron）
エリファス・レヴィ『高等魔術の教理と祭儀 祭儀篇』に補遺として収録されていた魔術書（日本語訳版では省略されている）。テュアナのアポロニオスに帰されている。

## 20世紀以降のグリモワール
『喚起魔術の実践』（The Practice of Magical Evocation)
20世紀前半を生きたチェコの手品師/オカルティスト、フランツ・バルドンが書いたとされる魔術書三部作のひとつ。
『サタニック儀式』（The Satanic Rituals）
アントン・ラヴィの The Satanic Bible の姉妹作（1972年）。
『結果の書』（The Book of Results）
ケイオスマジックのオリジネイターであるレイ・シャーウィンの初期作（1978年）。シジル魔術によるソーサリーを提示した。

### フィクション上の書物の派生物
20世紀の英語圏では、幻想文学に触発されて新たなグリモワールが生み出された。ラブクラフトの小説に登場する架空の書物『ネクロノミコン』を実際に作り上げようと試みたり、『ネクロノミコン』に仮託した本がいくつか出版されている。その中で魔術書の体裁をとったものを以下に挙げる。
『ネクロノミコン』(The Necronomicon)
ギリシア語版『ネクロノミコン』を英訳したという設定で1977年に出版された魔術書。サイモンという筆名の謎のオカルティストが序文を書いている。オーウェン・デイヴィースは、サイモンの『ネクロノミコン』は「よく練り上げられた作り事」であり、本書やその他のネクロノミコンは「魔術文献の見本としてはそれまでのものに劣らず立派なもの」と評している。
『ネクロノミコン』断章
ジョージ・ヘイが編集しコリン・ウィルソンが寄稿した The Necronomicon (1978) に収録された、大英図書館所蔵のジョン・ディーの暗号文書からロバート・ターナーが『ネクロノミコン』を再構成したというふれこみの偽書。ロバート・ターナーはデイヴィッド・エドワーズと共同で立法石団 (Order of The Cubic Stone) という魔術団体を創設した英国の実在のオカルティスト（2013年没）。アグリッパの著作を英訳した17世紀の医師ロバート・ターナーとは別人。

## グリモワールの日本語訳を収めた書籍
- K・フォン・プフェッテンバッハ『封印された〈モーゼ書〉の秘密』並木伸一郎訳、ロングセラーズ、1998年。ISBN 4845405873。（『モーゼの第六の書』、『同第七の書』 の日本語訳を収録）
- アルベルトゥス・マグヌス『大アルベルトゥスの秘法 - 中世ヨーロッパの大魔術書』立木鷹志訳、河出書房新社、1999年。ISBN 4309230555。（18世紀フランスの廉価出版物『大アルベール』の日本語訳）
- 森正樹『（偽）ジョン・ディーの「金星の小冊子」 - テクストの校訂と翻訳、そしてこのテクストの注釈のために必要なキリスト教カバラおよび後期アテナイ学派の新プラトン主義の研究』リーベル出版、2004年。ISBN 4897986354。